# Philippe Bas
Philippe Bas (París, 31 de octubre de 1973) es un actor francés.

## Biografía
Natural de París, donde nació en octubre de 1973, se formó en la escuela de teatro Cours Florent, donde estuvo entre los años 1993 y 1993. Se formó como actor sobre las tablas, donde debutó en 1994 con la obra La guerra de Troya no tendrá lugar, del dramaturgo Jean Giraudoux y dirigida por Francis Huster. Posteriormente participó en Jeffrey, puesta en escena por Raymond Acquaviva.
En 1995, hizo su primera aparición en televisión para el canal Arte con Attention fragile, de Manuel Poirier. Ese mismo año debutó en el cine en Mémoires d'un jeune con, con Patrick Aurignac.
A finales de 1997, actuó en el Palacio de Chaillot en la obra Dommage qu'elle soit une putain, del dramaturgo isabelino John Ford, dirigida por Jérôme Savary. El verano siguiente participó en la realización de Richard Bohringer, una película para televisión titulada The poppies are back, así como en el largometraje Adieu, plancher des vaches! del georgiano Otar Iosseliani, película que fue visionada fuera de competición del Festival de Cannes de 1999.
Fue personaje principal del largometraje Te quiero de Poirier (2000); también realiza varios telefilmes como Vent de Dust, Les Murmures de la forêt, dirigida por Renaud Bertrand, Les Semailles et les Moissons de Christian François y para el cine Les Petites Couleurs, de Patricia Plattner (2001) y con Anouk Grinberg y Bernadette Lafont. En 2003, fue el hermano del héroe en Michel Vaillant, una película de Louis-Pascal Couvelaire seguida por el largometraje de Chris Nahon El imperio de los lobos, donde participó junto a Jean Reno.
Siempre alternando cine y televisión, participa en particular en las películas Scorpion, de Julien Seri, Pars vite et reviens tard de Régis Wargnier o L'Anniversaire de Diane Kurys; pero sobre todo destacó por interpretar al personaje de Matthias "Greco" Grecowski en la serie fantástica de la mismo nombre para France 2, que reunió a cuatro millones de espectadores en promedio por cada transmisión en mayo de 2007.
En 2007, filmó Où es tu ?, primera adaptación televisiva de la novela homónima de Marc Levy y dirigida por Miguel Courtois, con quien también colaboró en Skate or Die, donde interpretaba a un policía asesino y corrupto. En 2010 colaboró en la comedia romántica Un mari de trop, donde participó junto a la cantante y actriz Lorie, Alain Delon y Alexandre Varga.
En 2011, en el cine, interpretó a uno de los miembros del GIGN que se distinguieron durante la toma de rehenes del vuelo 8969 de Air France en 1994, en la película de Julien Leclercq titulada El asalto. En octubre de 2017, se unió al rodaje de la película para televisión Coup de foudre à Bora Bora, que se estrenó en TF1 en 2018.
En otros aspectos, el 6 de diciembre de 2014 fue miembro del jurado de Miss Francia 2015 que se celebró en el Zénith d'Orléans de Orléans y fue retransmitido por TF1.
Entre 2012 y 2020 interpretó (temporadas 3-10) al comandante Thomas Rocher, el personaje masculino principal de la serie Profilage, producida por TF1. Mantuvo un papel relevante en la serie y trama, que compartía con Jean-Michel Martial, Odile Vuillemin, Juliette Roudet, Sophie de Fürst, Vanessa Valence o Raphaël Ferret, copando un personaje al principio cerrado, motivado por la venganza por el asesinato en un accidente vial de su mujer y que tiene que salir adelante como padre soltero. En febrero de 2021 anunció a través de sus redes sociales el final de la serie.
En el plano personal, entre agosto de 2010 y octubre de 2012, mantuvo una relación sentimental con la cantante francesa Lorie, a quien conoció durante el rodaje de la película para televisión Un mari de trop. Anunciaron su separación, de mutuo acuerdo, a través de sus redes sociales. En 2016, en una entrevista con Télé Loisirs, anunció que su nueva pareja era parte de la profesión.